# にいはま
にいはまはかつて四国中央フェリーボート（バンパックフェリー）が運航していたフェリー。愛媛県新居浜市の新居浜港（新居浜東港）から愛媛県川之江市(現・四国中央市）の川之江港、兵庫県神戸市東灘区青木の神戸港（東神戸フェリーセンター）を経由し大阪府大阪市住之江区の大阪港（大阪南港フェリーターミナル）を結ぶ航路に就航していた。

## 概要
輸送力増強のため来島どっくで建造され、1973年（昭和48年）4月12日に就航。船舶整備公団共有船。
なお就航当初は川之江 - 神戸間の就航であり、船名の由来である新居浜には本社があったが新居浜港への乗り入れはまだ実現しておらず、就航予告の広告には新居浜乗り入れ申請中の記載があった。新居浜寄港開始は1975年（昭和50年）10月4日。
就航後は3,000トン級のフェリーとして中距離航路であったバンパックフェリーの最盛期を姉妹船の「かわのえ」とともに主力を担った。1981年（昭和56年）には旅客一人当たりのスペースを増やすことを目的に後部へ客室を追加された。
瀬戸大橋開通から2年後の1990年（平成2年）4月10日に新造船「ロイヤルにいはま」の就航に伴い引退、泰東製鋼に売却の後さらに加藤汽船へ売却され「はぴねす」として大阪 - 高松航路にて1992年（平成4年）に就航、1994年（平成6年）3月で引退。その後インドネシアへ売却された。
インドネシアへ売却後は「BSP 1」としてスマトラ島とジャワ島との間にあるスマトラ島バカウヘニ(Bakauheni) - ジャワ島メラク(Merak)間の航路で活躍している。2019年（平成31年）2月7日18時メラク港にてBSP 1の機関室から火災が起こす事故があったが18時45分には消火され乗客196人、乗組員26人は避難し無事であった。

## 船内

### 船室
就航当初（旅客定員710名）
- 特等　22名[1]
- 一等　56名[1]
- 特二等　252名[1]
- 二等　380名[1]

増築改装後（旅客定員628名）※後部に客室を追加
- 特別室　4名[8]
- 特等　68名[8]
- 特一等　48名[8]
- 一等　63名[8]
- 二等　445名[8]

### 設備
- 案内所
- 売店
- ダイニングルーム